# Pacífico FC
Pacífico Fútbol Club ist ein ehemaliger kolumbianischer Fußballverein aus Buenaventura, Valle del Cauca, der zwei Jahre in der Categoría Primera B spielte.

## Geschichte
Pacífico FC war der Nachfolgeverein des Zweitligisten Deportes Palmira. Aufgrund fehlender Unterstützung in Palmira beschloss der Verein nach Buenaventura umzuziehen, nachdem auch Angebote aus Cali und Popayán diskutiert wurden.
Pacífico FC nahm nur an den Spielzeiten 2010 und 2011 teil. In der Spielzeit 2010 erreichte der Verein den neunten Platz. In der Hinserie 2011 konnte Pacífico FC dann das Halbfinale erreichen. In der Rückserie wurde der Einzug in die Finalrunde aber klar verfehlt.
Ende 2011 zog der Verein nach Sincelejo um und wurde in Sucre FC umbenannt, der in der Spielzeit 2012 in der zweiten kolumbianischen Liga spielte.

## Stadion
Pacífico FC absolvierte seine Heimspiele im Polideportivo El Cristal in Buenaventura. Das Stadion hat eine Kapazität von etwa 3.000 Plätzen.